# Chambea
«Chambea» es una canción del cantante puertorriqueño Bad Bunny. Se estrenó como sencillo por Rimas Entertainment el 1 de diciembre de 2017. La canción alcanzó la séptima posición en España, mientras que en Estados Unidos, se ubicó en la ubicación veintiséis en la lista de sencillos Hot Latin Songs de Billboard.

## Antecedentes y lanzamiento
Bad Bunny publicó a través de sus redes sociales, una fotografía junto al exluchador de la WWE Ric Flair, anunciando la fecha del lanzamiento. Bad Bunny coescribió la canción con Joseph Vélez, Xavier y Wilmer Semper y sus productores DJ Luian y Mambo Kingz.

## Vídeo musical
El vídeo musical de «Chambea» se estrenó el mismo día del lanzamiento de la canción. El vídeo cuenta con la participación del exluchador Ric Flair quién días antes anunció la canción.

## Posicionamiento en listas
| Listas (2017)                    | Mejor posición |
| -------------------------------- | -------------- |
| España (PROMUSICAE)              | 7              |
| Estados Unidos (Hot Latin Songs) | 26             |

## Certificaciones
| País (organismo certificador) | Certificación      | Unidades certificadas |
| ----------------------------- | ------------------ | --------------------- |
| España (PROMUSICAE)           | Oro                | 20 000                |
| Estados Unidos (RIAA)         | 3x platino (latin) | 180 000               |